# Giorgos Fotakis
Giorgos Fotakis (Kalamata, Mesenia, Grecia, 29 de octubre de 1981) es un futbolista de Grecia. Juega de centrocampista y su equipo actual es el Panachaiki de Patras de la Beta Ethniki de Grecia.

## Clubes
| Club                  | País    | Temporadas |
| --------------------- | ------- | ---------- |
| PAOK Salónica FC      | Grecia  | 1995-2000  |
| Kallithea FC (cedido) | Grecia  | 2000       |
| Egaleo                | Grecia  | 2000-2006  |
| Kilmarnock F.C.       | Escocia | 2006       |
| AE Larissa            | Grecia  | 2006-2009  |
| PAOK Salónica FC      | Grecia  | 2009-2013  |
| Şanlıurfaspor         | Turquía | 2013-2014  |
| Atromitos FC          | Grecia  | 2014       |
| Panetolikos           | Grecia  | 2014-2015  |
| Panthrakikos          | Grecia  | 2016       |
| Panachaiki de Patras  | Grecia  | 2016-      |